# Завадка (Закарпатская область)
Завадка (укр. Завадка) — село в Нижневоротской сельской общине Мукачевского района Закарпатской области Украины.
Население по переписи 2001 года составляло 1087 человек. Почтовый индекс — 89113. Телефонный код — 3136. Занимает площадь 1,928 км². Код КОАТУУ — 2121582002.